# توريلاجونا
توريلاجونا (بالإنجليزية: Torrelaguna)‏ هي بلدية ومدينة في منطقة الحكم الذاتي وتقع في منطقة مدريد في وسط إسبانيا. تبلغ مساحة هذه المدينة 43.4 (كم²)، ويبلغ عدد سكانها 4928 نسمة حسب إحصاء سنة 2010 م.

## أعلام
- لويس بيريز رودريغيز
- خوان دي مينا
- فرانثيسكو خيمينيث دي ثيسنيروس
- أنطونيو مارتين